# Maša Ivašincová
Maša Ivašincová (občanským jménem Maria Jurjevna Ivašincova, Мария Юрьевна Ивашинцова, 23. března 1942 – 13. července 2000) byla ruská fotografka z Petrohradu (tehdy Leningrad, SSSR), která se intenzivně angažovala v leningradském poetickém a fotografickém undergroundovém hnutí 60.–80. let. Maša většinu svého života hodně fotografovala, ale filmy uchovávala na půdě a jen zřídka je vyvolávala. Teprve když její dcera Asja v roce 2017 našla na jejich půdě asi 30 000 negativů, Mašino dílo se dostalo na veřejnost. V tomto ohledu se práce a příběh Mašy Ivašincové přirovnává k Vivian Maierové.

## Život
Maša Ivašincová se narodila do aristokratické rodiny, jejíž majetek byl po bolševické revoluci zabaven. V Leningradu se Ivašincovová připojila k městskému literárnímu a uměleckému undergroundu. Pracovala mimo jiné jako divadelní kritička, knihovnice, šatnářka, mechanička výtahů a hlídačka. Občas navštěvovala Asju v Moskvě.
Maša se intenzivně zapojila do leningradského básnického a uměleckého hnutí 60.–80. let. Byla ve vztahu s fotografem Borisem Smělovem, básníkem Viktorem Krivulinem a lingvistou Melvarem Melkumjanem, kterého si vzala a měla s ním dceru Asju Melkumjanovou.

## Výstavy
- Masha Ivashintsova, Street Photographer (2018), International Center of Photography, New York City, USA[5]
- Brought to Light (2019), Vintage Photo Festival, Bydhošť, Polsko, kurátorky Katarzyna Gębarowska a Masha Galleries.[6]
- Chiaroscuro (2019-2020), Juhan Kuus Documentary Photo Centre, Tallinn, Estonsko[7]